# Минијера (Фрозиноне)
Минијера је насеље у Италији у округу Фрозиноне, региону Лацио.
Према процени из 2011. у насељу је живело 104 становника. Насеље се налази на надморској висини од 307 м.